# RD-264
RD-264 (GRAU index - 11D119)は4基の燃焼室を備えたグルシュコの監督下のOKB 456(後のエネゴマシュ)で大陸間弾道ミサイルのR-36Mの1段目のために開発された二段燃焼サイクルの液体燃料ロケットエンジンである。
構造的にはRD-264は4基の単体の燃焼室エンジン15D117 (RD-263)共通ターボポンプユニット(TPU)で構成される。主燃焼室は燃料として非対称ジメチルヒドラジン、酸化剤として四酸化二窒素を使用して真空中での推力は461トン (4521 kN)を生み出す。
ICBM R-36Mとその改良型の人工衛星打ち上げ用ロケットのドニエプルの1段目の主エンジンとして使用される。

## 歴史
1961年から1965年にかけてソビエトの製ロケットの到達点だったプロトンの1段目のためにRD-253が開発された。それは単燃焼室のエンジンとしては当時、最も強力なロケットエンジンでターボポンプを駆動した後の燃料リッチのガスに酸化剤を追加して燃焼する二段燃焼サイクルだった。
R-36Mの主要な困難は安全性の確保と蓄圧器の助けを借りてエンジンの燃焼の終了後に分離する事だった。派生したRD-264エンジンの開発は1969年に完了して1973年9月に地上試験が開始された。エンジンを打ち上げるための準備で量産に入った頃に高周波数の振動が顕在化した事でミサイルの誘導精度に悪影響を及ぼし、大型のICBMのR-36Mだけでなく、同様に推進装置 (制御) 同様にRD-263の燃焼室を使用したが少数(2基に対して4基)だった容易なMR-UR-100にも影響が及んだ。1977年4月から11月に設計制御と改善の必要な変更と地上試験が実施され、1977年12月にソビエト国防省は受領して1979年から1983年にかけて使用した。

## 開発
RD-264の開発から単燃焼室のRD-268ができた。
RD-268:
- 燃焼室圧力: 230 bar
- 推力: 1147 kN (海面高度), 1236 kN (真空中)
- 重量: 770 kg.
- 比推力: 296秒間 (海面高度), 319秒間 (真空中)
- 推力重量比: 164